# Greg Smith (basket-ball, 1991)
Pour les articles homonymes, voir Greg Smith et Smith.
Gregory Smith, né le 8 janvier 1991 à Fresno, est un joueur américain de basket-ball. Il évolue aux postes de pivot et d'ailier fort.
Il joue au niveau universitaire américain avec les Bulldogs de l'université d'État de Californie à Fresno.
En 2011, Greg Smith signe avec les Rockets de Houston, il se blesse début 2014 à la suite de deux saisons très prometteuse, Smith est déclaré inapte pour la saison, les Bulls de Chicago le signent le 15 avril 2014 pour la saison prochaine.
Le 14 juillet 2014, il est échangé contre Tadija Dragićević aux Mavericks de Dallas.